# Lluís Blanco i Peyrona
Lluís Blanco i Peyrona   (Barcelona, 30 de març de 1898 - Barcelona, 30 d'agost de 1939) o Luis Blanco fou un futbolista català de les dècades de 1910 i 1920, i posteriorment entrenador.

## Trajectòria
Jugava de centrecampista. Va jugar al RCD Espanyol durant la segona meitat de la dècada de 1910 i començament de 1920. El 1922 fitxà pel FC Barcelona, on jugà tres temporades. Finalitzà la seva carrera al FC Badalona. També va disputar un partit amb la selecció de Catalunya el 9 de febrer de 1921, en un enfrontament davant França Sud-oest. Catalunya guanyà per 3-1, on Blanco marcà el tercer gol.
Un cop retirat fou entrenador del FC Badalona, del Centre d'Esports Sabadell, breument, i de la selecció catalana. També fou president de la secció d'esports del CADCI.
Va morir l'any 1939 a una presó franquista de Barcelona d'un tret al cap, on havia estat acusat de rebel·lió.

## Palmarès
- Campionat de Catalunya de futbol:
  - 1914-15, 1917-18, 1923-24, 1924-25
- Copa espanyola:
  - 1924-25